# موتيسية كبيرة الأزهار
موتيسية كبيرة الأزهار (الاسم العلمي: Mutisia grandiflora) هو نوع نباتي يتبع جنس الموتيسية من فصيلة النجمية.